# Budmerice
Budmerice és un poble i municipi d'Eslovàquia que es troba a la regió de Bratislava, a l'extrem occidental del país, prop de la frontera amb Àustria.

## Demografia
| Godina             | 1994 | 2004    | 2014    | 2024   |
| ------------------ | ---- | ------- | ------- | ------ |
| Nombre de persones | 1866 | 2095    | 2356    | 2494   |
| Diferència         |      | +12,27% | +12,45% | +5,85% |

| Godina             | 2023 | 2024   |
| ------------------ | ---- | ------ |
| Nombre de persones | 2483 | 2494   |
| Diferència         |      | +0,44% |